# Isabel P. Montañez
Isabel Patricia Montañez es paleoclimatóloga especializada en registros geoquímicos de cambios climáticos antiguos. Es una profesora distinguida y Chancellor's Leadership Professor en el departamento de ciencias terrestres y planetarias de la Universidad de California, Davis. A partir de 2021, Montañez es directora del Instituto de Medio Ambiente de UC Davis.

## Trayectoria
Isabel Montañez nació en Ginebra, Suiza, de madre suiza y padre colombiano. De niña se mudó a Mánchester, Inglaterra, y en 1969 a Pensilvania, Estados Unidos. De niña le gustaban y destacaba en matemáticas y ciencias, y una profesora la animó a convertirse en geóloga.
Montañez asistió al Bryn Mawr College, donde se especializó en geología y se licenció en 1981. Tras su paso por Bryn Mawr, trabajó como consultora y luego como técnica de museo en el Museo Smithsonian de Historia Natural, donde empezó a interesarse por el cambio climático en la antigüedad. Pasó a trabajar con Fred Read en el Instituto Politécnico de Virginiay fue su primera mujer estudiante de posgrado. Se doctoró en geología en 1989
Montañez empezó como profesora adjunta de Geología en el Departamento de Ciencias de la Tierra de la Universidad de California en Riverside en 1990 y fue ascendida a profesora asociada en 1995. Se trasladó al Departamento de Geología (ahora Departamento de Ciencias Planetarias y de la Tierra) de la Universidad de California, Davis en 1998, donde continúa trabajando como profesora. Fue presidenta de la Sociedad Geológica de América de 2017 a 2018.
Montañez ha publicado unos 180 artículos en revistas científicas revisadas por pares y ha sido coeditora de varios libros importantes y números especiales de revistas.  Al principio de su carrera, se dedicó al estudio de la geoquímica de los carbonatos, el proceso de dolomitización y las secuencias estratigráficas con el fin de reconstruir la composición estable y los isótopos de estroncio en las aguas marinas del Paleozoico temprano. Su objetivo era documentar las conexiones fundamentales entre los cambios en el nivel del mar, la ciclicidad en la disposición de las capas geológicas, la química de los océanos y el origen de las formaciones rocosas de dolomita masiva.
Las contribuciones más recientes de la profesora Montañez han consistido en el desarrollo de indicadores cuantitativos para la reconstrucción del paleoclima. Gran parte de este trabajo se ha centrado en cambios climáticos del Paleozoico y Mesozoico durante periodos de glaciación intensa, eventos anóxicos oceánicos en períodos de efecto invernadero y cambios forzados por gases de efecto invernadero desde depósitos de hielo a condiciones de invernadero. Este trabajo implicó el desarrollo y perfeccionamiento de indicadores geoquímicos del CO2 atmosférico, la estacionalidad y las temperaturas superficiales. Su labor en periodos pasados de cambios climáticos importantes abarca desde ambientes marinos hasta terrestres, e integra estudios de campo y de laboratorio con modelado numérico. Estudios de campo se han realizado en América del Sur, China, Europa, América del Norte y Central. Estudios recientes evalúan la naturaleza de las retroalimentaciones CO2-clima-vegetación en los primeros bosques tropicales de la Tierra mediante el estudio de plantas fósiles, series temporales de CO2 atmosférico en el pasado, modelización de ecosistemas basada en procesos y simulaciones climáticas. Además de sus contribuciones para comprender cómo el CO2 en la atmósfera influenció los climas de tiempos remotos, la investigación de Montañez también se extiende a registros del Pleistoceno y Holoceno del hidroclima en California mediante el estudio geoquímico de estalagmitas en cuevas de la Sierra Nevada y modelado climático. Durante las últimas dos décadas, Montañez ha desempeñado un papel activo en la formación de la NSF y la Academia Nacional de Ciencias de la apreciación del paleoclima en profundidad y los registros paleoceanográficos y su relevancia para la sociedad.
Aunque gran parte de su trabajo tiene que ver con la geoquímica y la paleoclimatología, también ha publicado artículos sobre paleontología y ha trabajado para completar el registro fósil de dinosaurios. En 2011, en colaboración con otros científicos, escribió sobre el descubrimiento de un dinosaurio basal "de los albores de la era de los dinosaurios en el suroeste de Pangea". En este trabajo, a diferencia de la mayoría de sus otros artículos, describe el dinosaurio encontrado y dónde y cuándo pudo haber sido encontrado. El artículo también habla del efecto de la fauna hace 230 millones de años, cuando los dinosaurios eran los carnívoros más grandes y los herbívoros más pequeños. Un punto importante fue la idea de que la extinción de los herbívoros no dinosaurios no fue causada por un aumento en la diversidad de dinosaurios. Esta idea desafió la noción previamente aceptada de que los dinosaurios ascendieron en la pirámide alimenticia debido al oportunismo.
Montañez es la autora principal de un artículo sobre lo que el antiguo registro CO2  puede significar para el cambio climático futuro. Según Montañez  se puede ver cómo el cambio climático afecta a las plantas y cómo sus respuestas pueden amplificar resultados impredecibles. Además, nuestras estimaciones sobre CO2 y clima ignoran interacciones forestales, subestimando probablemente el flujo de CO2 atmosférico.

## Reconocimientos
Montañez fue elegida miembro de la Academia Nacional de Ciencias en 2021. Es miembro de la Sociedad Geológica de América (elegida en 2003), la Sociedad Geoquímica y la Asociación Europea de Geoquímica (2016), la Asociación Estadounidense para el Avance de la Ciencia (2012), AGU (elegida en 2020 ), y recibió una beca de la John Simon Guggenheim Memorial Foundation en 2011. Otros premios notables incluyen:
- 1994 - Mejor artículo de 1992 en Journal of Sedimentary Petrology de la SEPM (Sociedad de Geología Sedimentaria)[14]
- 1996 - James Lee Wilson Award, por la excelencia en Geología Sedimentaria, premio al joven científico de SEPM (Sociedad de Geología Sedimentaria)
- 1996 - J. "Cam" Sproule Memorial Award, mejor artículo publicado por un joven científico, publicado por AAPG o una sociedad afiliada (American Association of Petroleum Geologists)[15]
- 2000 - 2001 - Conferencista Distinguido de la Asociación Estadounidense de Geólogos del Petróleo
- 2012 - F. Earl Ingerson Lecture, The Geochemical Society[16]
- 2013 - Herbert A. Young Society Dean's Fellow, UC Davis
- 2016 - Chancellor's Leadership Professor Award, UC Davis
- 2017 - Laurence L. Sloss Award, Sedimentary Geology Division, Sociedad Geológica de Estados Unidos
- 2019 - Jean Baptiste Lamarck Medal, European Geosciences Union (EGU) Division of Stratigraphy, Sedimentology, and Paleontology
- 2020 - Fellow of the California Academy of Sciences
- 2021 - Francis J. Pettijohn Medal, Society for Sedimentary Geology (SEPM)[17]
- 2021 - The UC Davis Prize a la Enseñanza de Pregrado y Logros Académicos[18]
- 2023 - Arthur L. Day Medal, Sociedad Geológica de Estados Unidos